# NN-328
La carretera NN‑328 es una vía departamental secundaria ubicada en el municipio de Nueva Guinea, en la Región Autónoma de la Costa Caribe Sur, Nicaragua. Con una longitud de 13.71 km, fue construida en 2025 para mejorar el acceso entre las comunidades de La Fonseca y El Almacén.

## Trazado y cruces
La siguiente tabla muestra su recorrido, localidades y principales conexiones:
| km    | Localidad  | Departamento                           | Conexión / Ruta |
| ----- | ---------- | -------------------------------------- | --------------- |
| 0.0   | La Fonseca | Región Autónoma de la Costa Caribe Sur |                 |
| 13.71 | El Almacén | Región Autónoma de la Costa Caribe Sur |                 |